# 浜口愛子
浜口 愛子（はまぐち あいこ、1994年10月20日 - ）は、日本のタレント、元アイドル、リポーター、女優である。舞夢プロ所属（2022年4月まで）。 京都発アイドルユニット Purpure☆元メンバー。

## 人物・略歴
- 兵庫県出身で、血液型はAB型。
- 身長164cm。足のサイズは24.5cm。
- 趣味は、料理、京都巡り、釣り、筋トレ、神社仏閣巡り。
- 特技は、細かい作業、和食。
- 2017年3月　立命館大学文学部人文学科言語コミュニケーション学域を卒業[1]。
- 2022年4月に香港籍の芸能人吳業坤（中国語: 吳業坤）さんと結婚したこと[2]、そして生活の拠点を香港に移すことを自身のTwitterにて発表[3]。同時に所属していた舞夢プロを4月末日をもって退所。

## 出演

### テレビ
- 三関王（2017年 - 、関西ケーブルネット）- リポーター・調査員田中 役
- そこまで言って委員会（2017年4月9日 、読売テレビ）- 再現ドラマ
- マルコポロリ！（2017年 - 、関西テレビ）- 再現ドラマ
- ちゃちゃ入れマンデー（2017年 - 、関西テレビ）- 再現ドラマ
- ビーバップ！ハイヒール（2017年 - 、朝日放送）- 再現ドラマ
- オオツヒカルくん（2018年、NHK）
- 私、地獄を見ました（2018年、関西テレビ) - 再現ドラマ
- ココイロ（2018年、朝日放送)
- 戦え！スポーツ内閣（2018年、朝日放送) - 再現ドラマ
- おやかまっさん（2018年4月18日、京都放送)[4]
- 旅姫（2018年 - 、ひめチャン)
- キラリン！（2019年、京都放送)
- はじめましてツキムラです。（2019年、奈良テレビ)
- 中央競馬全レースパドック中継（2020年1月 - 2022年4月、グリーンチャンネル）- 西・パドックアナウンサー[5]
- 長っと散歩 北摂（2020年 - 、J:COM北摂）- リポーター
- ごりやくさん（KBS京都） - 「第25回日前神宮・國懸神宮」旅人（2020年3月）[6]
- 私のモヤっと日記（2020年 、読売テレビ）- 再現ドラマ

### 映画
- 嘘八百 京町ロワイヤル（2020年）[7]

### ラジオ
- 土平ドンペイのDON MY LIFE（2015年、京都三条ラジオカフェ）
- ななこウィークエンドプラス（2016年、FMまいづる）- パーソナリティー

### PV
- 百二歲 (2023年、唄:吳業坤)